# Thierry Boutsen
Thierry Boutsen, född 13 juli 1957 i Bryssel, är en belgisk racerförare.

## Racingkarriär

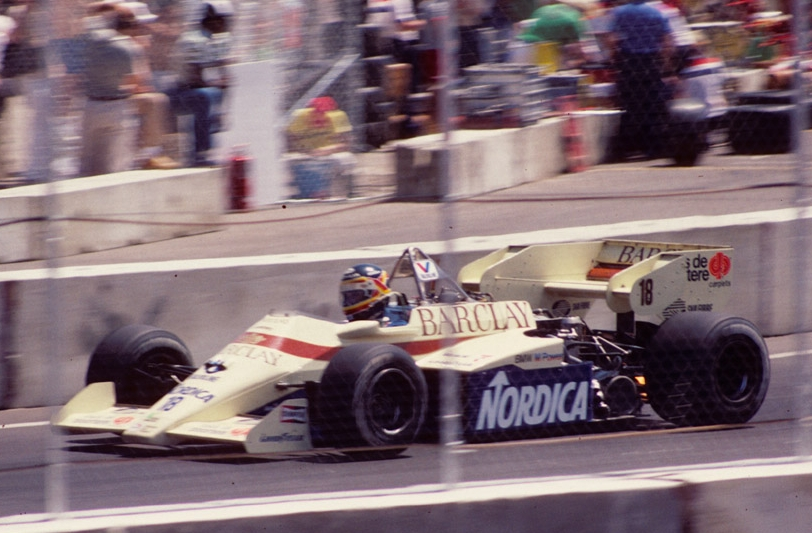
Thierry Boutsen i Arrows-BMW i Dallas 1984.

Boutsen debuterade i formel 1 i Arrows säsongen 1983. Han vann tre lopp, alla i Williams F1. Boutsen kom som bäst fyra i formel 1-VM 1988.

## F1-karriär
| Säsong                 | Stall/Tillverkare      | Placering              | Lopp | Poäng | Etta | Tvåa | Trea | Pole | Varv |
| ---------------------- | ---------------------- | ---------------------- | ---- | ----- | ---- | ---- | ---- | ---- | ---- |
| 1983                   | Arrows-Ford            | -                      | 10   |       |      |      |      |      |      |
| 1984                   | Arrows-Ford Arrows-BMW | 15                     | 3 13 | 3 2   |      |      |      |      |      |
| 1985                   | Arrows-BMW             | 11                     | 16   | 11    |      | 1    |      |      |      |
| 1986                   | Arrows-BMW             | -                      | 16   |       |      |      |      |      |      |
| 1987                   | Benetton-Ford          | 8                      | 16   | 16    |      |      | 1    |      |      |
| 1988                   | Benetton-Ford          | 4                      | 16   | 27    |      |      | 5    |      |      |
| 1989                   | Williams-Renault       | 5                      | 16   | 37    | 2    |      | 3    |      |      |
| 1990                   | Williams-Renault       | 6                      | 16   | 34    | 1    | 1    | 1    | 1    | 1    |
| 1991                   | Ligier-Lamborghini     | -                      | 16   |       |      |      |      |      |      |
| 1992                   | Ligier-Renault         | 14                     | 16   | 2     |      |      |      |      |      |
| 1993                   | Jordan-Hart            | -                      | 10   |       |      |      |      |      |      |
| Sammanlagt 11 säsonger | Sammanlagt 11 säsonger | Sammanlagt 11 säsonger | 164  | 132   | 3    | 2    | 10   | 1    | 1    |

| 1. Kanada 1989 2. Australien 1989 3. Ungern 1990 |

| 1. San Marino 1985 2. Storbritannien 1990 |

| 1. Australien 1987 2. Kanada 1988 3. Detroit 1988 4. Ungern 1988 5. Portugal 1988 6. Japan 1988 7. Ungern 1989 8. Italien 1989 9. Japan 1989 10. USA 1990 |

| 1. Ungern 1990 | 1. Tyskland 1990 | 1. Belgien 1988 |